# Peces nativos de Arizona
Los peces nativos de Arizona, son peces de agua dulce, que se pueden encontrar naturalmente en las aguas continentales de Arizona.

## Hábitat
El clima de Arizona es seco y cálido en costas bajas y frío en las altas montañas. Los hábitats de los peces nativos de Arizona son diversos. La mayor parte de los ríos y arroyos pertenecen a la cuenca del río Colorado, siendo sus principales afluentes en Arizona el río Gila, y el Little Colorado.
La principal adaptación de los peces de las cuencas de Arizona es la capacidad para adaptarse a grandes cambios estacionales en el caudal de los cursos de agua, desde periodos de sequía a inundaciones.
Las principales amenazas a su conservación son la pérdida y fragmentación de hábitats, la introducción de especies exóticas que desplazan a las poblaciones locales o incluso predan sobre ellas. Una disminución importante de la superficie de humedales y zonas ribereñas y la consiguiente disminución de peces nativos, se debe a la agricultura, el dragado y control de inundaciones.
Con una especie ya extinta, el 70% de las especies catalogadas como fauna de interés especial de Arizona, y alrededor del 50% de las especies catalogadas a nivel federal como especies amenazadas o en peligro de extinción.[cita requerida]
El estado de Arizona redactó su lista de especies en peligro de extinción en 1988. Desde entonces la conservación ha seguido sufriendo el detrimento debido a las actividades humanas incluyendo explotación acuífera, reducción de las corrientes de agua, y explotación de especias no nativas, principales factores desencadenantes de la pérdida de biodiversidad. Muchos arroyos y ríos de pequeño caudal se han secado excepto en periodos de intensa lluvia.[cita requerida]
El Departamento de caza y pesca de Arizona, junto con numerosas agencias gubernamentales, organizaciones de conservación, y particulares se han convertido en guardianes de las especies de peces nativos en Arizona, tratando de mantener un vínculo con el pasado con el fin de servir como legado a las generaciones futuras. El rancho San Bernarno planea reintroducir nuevos ejemplares de peces en un intento de restaurar los peces nativos.[cita requerida] Otros proyectos consisten en la protección de las especies en peligro en áreas federales. 
Muchos reservorios, lagos y estanques representan un hábitat acuático, las cuales se hallan en rangos desde lagos helados, hasta pozas desérticas, los mayores cuerpos de agua en Arizona están representados por los lagos Powell, Mead, Mohave y Havasu, todos ellos formados por embalses de la corriente principal del río Colorado.
Los pequeños reservorios son más comunes en elevaciones medias y altas, y se desarrollan en muchos casos para propósitos recreativos.

## Estado de protección
| Nombre científico                        | Nombre común                            | Estado de conservación [cita requerida] |
| ---------------------------------------- | --------------------------------------- | --------------------------------------- |
| Agosia chrysogaster chrysogaster         | Pupo panzaverde                         | NE                                      |
| Agosia chrysogaster sp1 [cita requerida] |                                         | NE                                      |
| Campostoma ornatum                       | Rodapiedras mexicano                    | NE                                      |
| Catostomus bernardini                    | Matalote yaqui                          | VU                                      |
| Catostomus clarki                        | Matalote del desierto                   | NE                                      |
| Catostomus discobolus                    |                                         | NE                                      |
| Catostomus discobolus yarrowi            |                                         | No protegido                            |
| Catostomus insignis                      | Matalote de Sonora                      | NE                                      |
| Catostomus latipinnis                    |                                         | NE                                      |
| Catostomus sp. 3                         |                                         | No protegido                            |
| Cyprinella formosa                       | Carpita yaqui; Sardinita de Santa María | VU                                      |
| Cyprinodon arcuatus                      |                                         | NE† Extinto[cita requerida]             |
| Cyprinodon eremus                        | Cachorrito del Sonoyta                  | NE                                      |
| Cyprinodon macularius                    | Cachorrito del desierto                 | NE                                      |
| Elops affinis                            | Pacific Tenpounder or Machete           | No protegido                            |
| Gila cypha                               | Humpback Chub                           | En peligro                              |
| Gila ditaenia                            | Carpa sonorense                         | VU                                      |
| Gila elegans                             | Bonytail Chub                           | EN                                      |
| Gila intermedia                          |                                         | En peligro                              |
| Gila nigra                               |                                         | NE                                      |
| Gila purpurea                            | Yaqui Chub                              | En peligro                              |
| Gila robusta                             | Roundtail Chub                          | No protegido                            |
| Gila seminuda                            | Virgin Chub                             | En peligro                              |
| Ictalurus pricei                         | Yaqui Catfish                           | En peligro                              |
| Lepidomeda mollispinis mollispinis       | Virgin Spinedace                        | En peligro                              |
| Lepidomeda vittata                       |                                         | VU                                      |
| Meda fulgida                             | Spikedace                               | En amenaza                              |
| Mugil cephalus                           | Striped Mullet                          | No protegido                            |
| Oncorhynchus apache                      | Apache Trout                            | En amenaza                              |
| Oncorhyncus gilae                        | Gila Trout                              | En peligro                              |
| Plagopterus argentissimus                | Woundfin                                | En peligro                              |
| Poeciliopsis occidentalis occidentalis   | Gila Topminnow                          | En peligro                              |
| Poeciliopsis occidentalis sonorensis     | guatopote de Sonora                     | NT                                      |
| Ptychcheilus lucius                      | Colorado Pikeminnow                     | En peligro                              |
| Rhinichthys osculus                      | Speckled Dace                           | No protegido                            |
| Tiaroga cobitis                          | Loach Minnow                            | En amenaza                              |
| Xyrauchen texanus                        | Razorback Sucker                        | En peligro                              |